# Хенри Годуин-Остин
Полковник Хенри Хавершам Годуин-Остин (на английски: Henry Haversham Godwin-Austen) е английски геолог, топограф и геодезист.

## Биография
Роден е на 6 юли 1834 година в близост до Нютън Абът, Девън, Англия, в семейството на геолога Робърт Остин и Мария Елизабет, дъщеря на генерал-майор сър Хенри Годуин (1784 – 1853).
Остин завършва Кралския военен колеж Сандхърст и през 1851 постъпва в армията. В продължение на дълги години служи като военен инженер-топограф в Индия, като извършва триангулачни измервания на огромни територии от северната част на страната. През 1857, по време на картирането на части от Каракорум открива два колосални ледника – Биафо (63 км) и Хиспар (49 км).
Освен с триангулачна и геодезическа дейност се занимава с геоложки изследвания и изследвания в областта на естествената история на страната и орнитологията на щата Асам (1870 – 1878).
През 1910 г. получава златен медал от Кралското географско дружество.
Умира на 2 декември 1923 година в Англия на 89-годишна възраст.

## Памет
Неговото име носят:
- връх К2 (Чогори, Годуин-Остин) (35°53′ с. ш. 76°31′ и. д. / 35.883333° с. ш. 76.516667° и. д.) в Каракорум;
- ледник Годуин-Остин, спускащ се от връх К2 в южна посока.